# León Grau Mullor
León Grau Mullor (Alcoi, L'Alcoià, 1937 - 2016) va ser un empresari valencià, dedicat als sectors tèxtil i immobiliari. La seua faceta social va ser coneguda, sobretot, per la seua tasca dedicada al mecenatge i patrocini d'equips esportius i com a coleccionista d'art contemporani.

## Biografia
León Grau (més conegut com a Lionel) naix a Alcoi en 1937. Comença a treballar amb dotze anys, el 1949, dedicant-se junt a son pare i els seus germans a un negoci de draps que a poc a poc va anar prosperant fins a esdevenir una important fàbrica de teixits. Al llarg de la seua vida, ha tingut empreses amb seu social a Muro, Cocentaina, Mutxamel o Alcázar de San Juan a causa, entre d'altres, d'un problema crònic de falta de sòl industrial a la capital alcoiana. Les seues empreses filateres han arribat a tindre una plantilla de 400 treballadors, si bé actualment a les seues empreses treballen unes 150 persones a Alcoi i altres 150 a una planta a l'Índia.
Entre les empreses que ha creat hi trobem Industrias Grau Mullor, creada en 1973. Posteriorment, també fundaria Comercial Abril, amb seu a Cocentaina i Hilaturas Miel, a Alcázar de San Juan. Actualment es troba al capdavant d'Hilaturas Miel (1983) i des de 1990 es dedica també al sector immobiliari amb l'empresa ENRILE. La seua trajectòria empresarial li va valdre un guardó de la Cambra de Comerç d'Alcoi en 2010.
Lionel Grau també és secretari del consell d'administració de la companyia asseguradora Unión Alcoyana.
Pel que fa a la seua tasca de mecenatge i patrocini esportiu, la seua família està lligada a l'equip Patí Alcodiam des de l'any 1974. La seua empresa immobiliària, ENRILE, patrocina actualment l'equip i el mateix Lionel ha finançat moltes despeses de l'equip. També va ser president de l'equip i actualment n'és president d'honor.
També ha realitzat tasques de mecenatge amb l'equip de futbol local, el Deportivo Alcoyano.
Una altra faceta pel que és conegut és la seua participació en les festes de Moros i Cristians. És membre de la Filà dels Barbarescs (Bequeteros), amb qui va ser Capità Moro d'Alcoi en 1998. El carnet número 1 de la filà està al seu nom per antiguitat. A banda dels bequeteros, també és membre d'una filà cristiana: els maseros.
A més, participà del "boato" de la capitania cristiana dels croats en 1993.

### Fundació Lecasse
Fou un dels més importants col·leccionistes d'art contemporani del País Valencià, amb les activitats de la Fundació Lecasse que va fundar per a l'adquisició d'obres d'art. La fundació tenia una sala d'exposicions en els baixos d'un cèntric hotel d'Alcoi i va allotjar exposicions de Rafael Canogar, Rafael Armengol, Antoni Tàpies i Joan Castejón, entre d'altres. Va col·laborar en nombroses ocasions amb la Diputació Provincial d'Alacant.
La Fundació comptava amb la col·lecció més gran d'obres de l'artista Joan Castejón, gairebé dues-centes obres originals. Una part d'elles va ser l'exposició amb què es va inaugurar l'espai d'exposicions de la fundació. Amb la dissolució de la fundació, la col·lecció va dividir-se entre els hereus de Leonel Grau Mullor. Les obres van ser adquirides durant els anys 70, 80 i 90.